# Firmin Lambot
Firmin Lambot (Florennes, 14 maart 1886 - Borgerhout, 19 januari 1964) was een Belgisch wielrenner. Hij won de Tour de France in 1919 en was daarmee de eerste winnaar van de gele trui (de gele trui werd na de tiende etappe van de Tour van 1919 ingevoerd).
In zijn geboortestad Florennes begon Lambot als wielrenner in 1909. In dat jaar won hij de kampioenschappen van Vlaanderen en België. Hij reed de Tour de France van 1911 tot 1913, maar door het uitbreken van de Eerste Wereldoorlog werd de wedstrijd de volgende 5 jaar niet gereden.
Toen de Tour in 1919 terugkeerde, was het enorm lastig fietsen op wegen die door de oorlog vernietigd waren. Slechts 10 renners reden de Tour van dat jaar uit, het laagste aantal ooit. Firmin Lambot stond lang tweede, maar toen Eugène Christophe zijn vork brak, reed Lambot hem voorbij. Hij was, na Odiel Defraeye en Philippe Thys, de derde Belg die de Tour won.
In 1920 en 1921 was Lambot goed geplaatst in de eindstand en in 1922 won hij voor de tweede keer de Tour, waardoor hij de allereerste eindwinnaar werd zonder zelf een dagetappe te winnen. Deze tweede Tourzege behaalde hij op 36-jarige leeftijd, en daarmee was hij lange tijd de oudste winnaar van een Grote Ronde. Hij verloor dat record pas in 2013 aan Vuelta-winnaar Chris Horner. Hij blijft tot nader order wel de oudste Tourwinnaar ooit.
Na zijn carrière ging Firmin Lambot terug aan de slag als fietsenmaker.

## Belangrijkste overwinningen
1913
- 9e etappe Ronde van Frankrijk

1914
- 6e etappe Ronde van Frankrijk

1919
- 14e etappe Ronde van Frankrijk
- Eindklassement Ronde van Frankrijk

1920
- 5e etappe Ronde van Frankrijk
- 6e etappe Ronde van Frankrijk

1921
- 9e etappe Ronde van Frankrijk

1922
- Eindklassement Ronde van Frankrijk

## Resultaten in voornaamste wedstrijden
| Jaar | Ronde van Italië | Ronde van Frankrijk | Ronde van Spanje |
| ---- | ---------------- | ------------------- | ---------------- |
| 1911 |                  | 11e                 |                  |
| 1912 |                  | 18e                 |                  |
| 1913 |                  | 4e (1)              |                  |
| 1914 |                  | 8e (1)              |                  |
| 1919 |                  | ↑ (1)               |                  |
| 1920 |                  | ↑ (2)               |                  |
| 1921 |                  | 9e (1)              |                  |
| 1922 |                  | ↑                   |                  |
| 1923 |                  | opgave              |                  |
| 1924 |                  | opgave              |                  |

| Jaar | Parijs-Roubaix | Luik-Bast.‑Luik | Parijs-Brussel | Parijs-Tours |
| ---- | -------------- | --------------- | -------------- | ------------ |
| 1911 |                |                 |                |              |
| 1912 | 58e            |                 |                | 19e          |
| 1913 | 20e            |                 |                |              |
| 1914 | 38e            |                 |                |              |
| 1919 |                |                 | 13e            |              |
| 1920 |                | 5e              | 8e             |              |
| 1921 |                | 19e             |                |              |
| 1922 |                |                 |                |              |
| 1923 | 47e            |                 |                |              |
| 1924 |                |                 |                |              |

- Bibliothèque nationale de France: cb149766882 (data)
- International Standard Name Identifier: 0000 0004 5093 9788
- Virtual International Authority File: 316737142

1. ↑  Tour de France Statistics. www.bikeraceinfo.com. Geraadpleegd op 2 september 2023.